# Zhang Xiaoni
Zhang Xiaoni (张晓妮S, Zhāng XiǎonīP; Yantai, 29 ottobre 1983) è un'ex cestista cinese.

## Carriera
Con la Cina ha disputato i Giocho olimpici di Pechino 2008 e due edizioni dei Campionati del mondo (2002, 2006).